# 林性旼
林 性旼（イム・ソンミン、朝鮮語: 임성민、1969年7月8日 - ）は、大韓民国の女優。元・韓国放送公社（KBS）所属のアナウンサー。

## 学歴
- 1988年、貞信女子高等学校（朝鮮語版） 卒業
- 1992年、梨花女子大学校 師範大学 英語敎学科 学士

## 経歴
- 1994年 ~ 2002年 : 20期 KBS 公開採用のアナウンサー

## 担当番組

### 過去
テレビ